# Гриневка (Ивано-Франковская область)
Гриневка (укр. Гринівка) — село в Старобогородчанской сельской общине Ивано-Франковского района Ивано-Франковской области Украины.
Население по переписи 2001 года составляло 687 человек. Занимает площадь 21 км². Почтовый индекс — 77711. Телефонный код — 03471.